# Saint-Léger (Seine-et-Marne)
Saint-Léger is een gemeente in het Franse departement Seine-et-Marne (regio Île-de-France) en telt 206 inwoners (2004). De plaats maakt deel uit van het arrondissement Provins.

## Geografie
De oppervlakte van Saint-Léger bedraagt 9,7 km², de bevolkingsdichtheid is 21,2 inwoners per km².
De onderstaande kaart toont de ligging van Saint-Léger (Seine-et-Marne) met de belangrijkste infrastructuur en aangrenzende gemeenten.

## Demografie
Onderstaande figuur toont het verloop van het inwonertal (bron: INSEE-tellingen).